# Droga wojewódzka 491
Die Droga wojewódzka 491 (DW 491) ist eine 35 Kilometer lange Droga wojewódzka (Woiwodschaftsstraße) in der polnischen Woiwodschaft Łódź und der Woiwodschaft Schlesien, die Raciszyn mit Częstochowa verbindet. Die Strecke liegt im Powiat Pajęczański, im Powiat Kłobucki und in der kreisfreien Stadt Częstochowa.

## Streckenverlauf
Woiwodschaft Łódź, Powiat Pajęczański
-  Raciszyn (DK 42)

Woiwodschaft Schlesien, Powiat Kłobucki
- Smolarze
- Dębie
- Popów
- Zawady
- Miedźno
-  Łobodno (DW 492)
- Kamyk
- Biała

Woiwodschaft Schlesien, Kreisfreie Stadt Częstochowa
-  Częstochowa (Tschenstochau) (A 1, DK 1, DK 43, DK 46, DK 91, DW 483, DW 494, DW 786, DW 908)